# 洛伊斯 (密蘇里州)
洛伊斯（英語：Lois）是位於美國密蘇里州瑪麗縣的非建制地區。

## 歷史
洛伊斯的郵局於1889年設立，其後於1912年停運。

## 地理
洛伊斯所處的海拔為高於海平面337米（即1106英呎），而該地所採用的時區為UTC-6，即北美中部時區（CST）。同時該地設有夏令時間，為UTC-6調快一小時，即UTC-5（CDT）。